# Bouchetia erecta
Bouchetia erecta är en potatisväxtart som beskrevs av Dc. Bouchetia erecta ingår i släktet Bouchetia och familjen potatisväxter. Inga underarter finns listade i Catalogue of Life.